# Лупе Фіаско
Васалу Мухамад Джако, більш відомий під своїм сценічним псевдонімом Лупе Фіаско — американський репер, музичний продюсер та підприємець. Прославився в 2006 році після успіху свого дебютного альбому Lupe Fiasco's Food & Liquor. Він також виступає в якості фронтмена рок — групи Japanese Cartoon під своїм справжнім ім'ям. Фіаско є головним виконавчим директором 1st and 15th Entertainment.
 Після прийняття псевдоніму Лупе Фіаско і запису пісень в батьківському підвалі, 19-річний Джако приєднався до групи під назвою Da Pak, про те група розпалася незабаром після створення. Після розпаду групи, він познайомився з репером Jay-Z, який допоміг йому підписати контракт з лейблом Atlantic. У вересні 2006 року, Фіаско випустив свій дебютний альбом Lupe Fiasco's Food & Liquor, який отримав три номінації Греммі. Перший сингл «Superstar» увійшов у перших топ-40 хітів на Billboard Hot 100.

## Життя і кар'єра

### 1982-99:Дитинство
Васалу Мухамад Джако народився 16 лютого 1982 року в Чикаго, штат Іллінойс. Джако був одним з дев'яти дітей Ширлі, шеф-кухаря для гурманів, та інженера Грегорі. У віці трьох років, Джако почав вивчати бойові мистецтва. Його батьки розлучилися, коли йому було п'ять років, і він продовжував жити з матір'ю, але батько залишається важливою частиною його життя.
В шостому класі, він вирішив жити з батьком у місто Харві, штат Іллінойс. Його батько жив по сусідству з наркопритоном, тому навчив Джако використовувати зброю, щоб захищатися від наркоторговців. Незважаючи на погане виховання, Фіаско, зростав добре освіченою дитиною. Будучи підлітком, Фіаско брав участь у щорічних змаганнях AcaDeca. Фіаско не одразу полюбив хіп-хоп музику через її вульгарність, і волів слухати джаз.
У восьмому класі, почувши альбом американського репера Nas — It Was Written, почав займатися хіп-хопом. Під час навчання у середній школі Фіаско познайомився з одним із учасників банди Bishop G. Вони стали друзями здебільшого через загального інтересу до музики. Батько Фіаско дозволяв їм створювати мікстейпи, у підвалі. На початку своєї кар'єри, він виступав під псевдонімом Little Lu and Lu tha Underdog.

### 2000—2005: Початок кар'єри

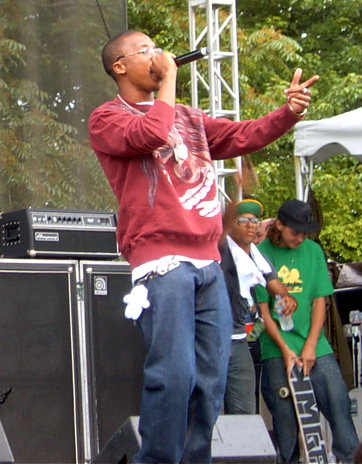
Лупе Фіаско на Intonation Music Festival, 2006.

У віці 19 років, Фіаско приєднався до групи під назвою Da Pak, яка була під впливом інших каліфорнійських гангста-реперів, таких як Spice 1 і Ice Cube. Da Pak підписали контракт з лейблом Epic Records і випустили один сингл, після чого група розпалася.
Відвернувшись гангста-репу, він почав захоплюватись піснями виконавців JayZ і NAS. Один із перших самостійно записаних треків був «Could Have Been», в якому описуються кар'єрні можливості, якими він міг би скористатися, якби не почав читати реп.
Пізніше Фіаско підписав сольний контракт з лейблом Arista Records, який було розірвано після звільнення генерального директора Антоніо Ріда. Під час недовгої співпраці з Arista Records, він зустрів Jay-Z, який в той час був президентом Def Jam Recordings, який пізніше допоміг йому отримати контракт з лейблом Atlantic Records. 
Зробивши ремікс на пісню Каньє Веста — «Diamonds from Sierra Leone», з назвою  «Conflict Diamonds», Фіаско хотів поширити в маси проблему  конфліктного алмазного бізнесу. Це привернуло увагу Каньє Веста, і він попросив Фіаско виконати пісню «Touch the Sky» для альбому Late Registration, що посіла 42 місце у хіт-параді Billboard Hot 100. Після цього успіху, перший сингл «Kick, Push» був випущений раніше, ніж очікувалося. Пісня про любов двох людей, які поділяють пристрасть до скейтбордингу, теми що взагалі не обговорюється в хіп-хопі. Ця пісня допомогла Фіаско привернути увагу хіп-хоп спільноти, а потім бути номінованим на дві нагороди «Греммі».

### 2006-08: Lupe Fiasco's Food & Liquor і The Cool
Альбом Lupe Fiasco's Food & Liquor  був офіційно випущений 19 вересня 2006 року. В альбом увійшли пісні від  Jay-Z, Каньє Веста, Майка Шинода, The Neptunes, Prolyfic, та інших, а також сингли «Kick, Push», «I Gotcha» та «Daydreamin». Пізніше альбом був номінований на три премії Греммі. Фіаско з піснею «Daydreamin'», переміг у номінації «Best Urban/Alternative Performance». у тому ж році він був визнаний за версією журналу GQ як «прорив року». 
У 2007 році, Фіаско оголосив про свій  другий альбом Lupe Fiasco's The Cool, концептуальний альбом, який розширює історію треку з однойменною назвою у першому альбомі. Під час запису цього альбому, батько Фіаско помер від цукрового діабету II типу, а його бізнес-партнер, Чарльз Паттон, був визнаний винним у збуті героїну та організованій злочинності в результаті чого був засуджений до 44 років у виправних колоній. Ці події сильно позначилися Фіаско і наступними темами, його треків.

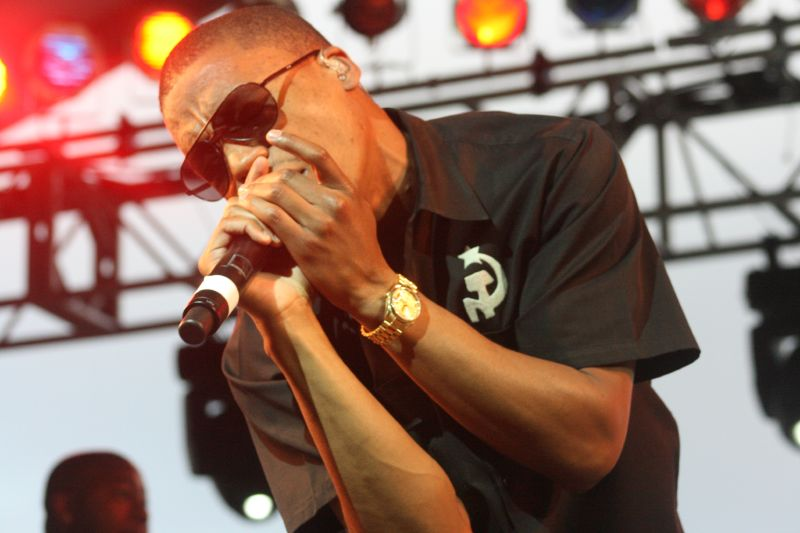
Фіаско в Колорадо, 19 липня 2008 року.

Альбом Lupe Fiasco's The Cool був дуже добре зустрінутий критиками і був названий «одним з найкращих хіп-хоп альбомів» за версією Нью-Йорк Таймс. Сингл «Superstar», напівавтобіографічна розповідь про його сходження до слави, зайняв 10 місце у хіт-параді Billboard Hot 100. Другим синглом альбому був трек (випущений у Великій Британії в квітні 2008 року) "Paris, Tokyo Крім цього, у 2007 році була сформована група під назвою «Child Rebel Soldier», учасниками якої були сам Лупе Фіаско Каньє Уест і Фаррелл Вільямс. Першим синглом групи став трек під назвою «US Placers».

### 2013–сьогодення:Tetsuo & Youth, майбутні альбоми та очевидний вихід на пенсію
На лютий 10, 2013, на червоній доріжці для Нагороди «Греммі» оголосив, що його п'ятий студійний альбом буде називатися Tetsuo & Youth.
24 серпня 2013 року, Фіаско показав першу пісню з Tetsuo & Youth, під назвою «Crack». Він також заявив, що альбом Tetsuo & Youth буде випущений на початку 2014 року, але пізніше вихід було перенесено на 2015 рік.
29 серпня 2015 року, Лупе здивував шанувальників новим безкоштовним мікстейпом під назвою Pharaoh Height, який складається з шести нових треків.
У квітні 2016 року, Фіаско оголосив, що він планує випустити три альбоми: Drogas, Drogas Light, і Skulls, але в жовтні 2016 року, він оголосив, що він не випустить цих альбомів в період між жовтнем і січнем.

## Філантропія і бізнес
У 2001 році Фіаско разом з Чарльзом Патоном став співзасновником 1st & 15th Entertainment . 1st & 15th Entertainment-це інді-лейбл відокремлений від Atlantic Records. Спочатку Фіаско  став генеральним директором 1st & 15th Entertainment після того, як Патон був засуджений за незаконне зберігання наркотиків. У листопаді 2009 року, Фіаско оголосив про закриття 1st & 15th Entertainment
У 2005 році він заснував Righteous Kung-Fu-компанії, що займається дизайном одягу, взуття, іграшок, відеоігор, коміксів і скейтбордів. Фіаско також запускає лінію одягу Righteous Kung-Fu called Trilly & Truly. Він спонсорував скейтборд команду DGK Skateboards.
20 січня 2010, фіаско випустив трек під назвою "Resurrection"у відповідь на землетрус на Гаїті (2010).